# Cuenca del río Gallegos
La cuenca del río Gallegos es el espacio natural binacional de la cuenca hidrográfica exorreica del río Gallegos que se extiende desde sus orígenes en la cordillera de los Andes hasta el estuario a orillas del océano Atlántico en que desemboca bordeando la ciudad de Río Gallegos. La cuenca cubre un área de 19.506 km² de los cuales 6969 km² se encuentran en Chile (31,1%) y 12.338 km² en Argentina (63,9%).: 137 
A partir de los años 70 se ha ampliado el concepto de cuenca hasta entender, ya en los primeros años del siglo XXI, una cuenca hidrográfica en lo que respecta a su definición espacial y funcional, como la unidad geopolítica y socioeconómica más apropiada y racional para el desarrollo integrado de los recursos de tierras y aguas asociados a la vegetación y en conjunto con los usuarios de nivel local y regional.: 17 
La parte chilena lleva el número 126 en el inventario de cuencas de Chile y en Argentina es la cuenca n°72.

La cuenca del río Gallegos reúne las partes a ambos lados de la frontera. En el mapa la parte chilena está señalada con contorno obscuro.

## Límites

Distribución de comunas en y en torno a la cuenca del río Gallegos. Comunas y departamentos en rojo, cuencas en azul. La cuenca del río Gallegos en verde. Los límites de la cuenca en el lado argentino son aproximaciones.

El cauce principal de la hoya desemboca en el Atlántico y consideramos al río Chico/Ciaike como afluente. Siguiendo entonces el sentido de los punteros del reloj limita al sur con las pequeñas cuencas litorales que desembocan en el Atlántico (en el mapa del IGM aparece el cañadón del Fraile), luego con las que desembocan en la orilla norte del estrecho de Magallanes, (en el mapa de oriente a poniente: cañadón Grande, Cuarto, Tercero y Segundo chorrillo, río Suman, río Santa Susana), luego con la cuenca endorreica de la laguna Blanca. Siguiendo hacia el oeste, limita con las cuencas que desaguan en la ribera norte del canal Fitz Roy y luego las que lo hacen en el norte del seno Skyring, como la del río Pérez y la del río Prat. Hacia el oeste limita con la cuenca del río Hollemberg, principalmente con la del río Casas Viejas y con la cuenca del río Serrano. Finalmente limita al norte con la cuenca del río Coig.: 603 
Sus extremos alcanzan las coordenadas geográficas 51°18'S, 52°33′S, 72°22′W y 68°16'W.

## Población y regiones
La parte argentina de la cuenca se encuentra en la Provincia de Santa Cruz, más precisamente en el Departamento Güer Aike y la parte chilena en la Región de Magallanes y de la Antártica Chilena, con las comunas de San Gregorio, Puerto Natales, Torres del Paine y Laguna Blanca. La parte argentina alberga al 40% de la población de Santa Cruz.: 138 
El principal centro urbano es la ciudad de Río Gallegos, con 79.144 habitantes, bordeada por el río homónimo. En la hoya se encuentran también otras localidades: Yacimientos Río Turbio (6.650 habitantes) y Veintiocho de Noviembre (4.686 habitantes).: 2 
El sistema de información y monitoreo de biodiversidad del Ministerio del Medio Ambiente de Chile señala la siguiente distribución de la superficie de la cuenca entre las comunas (el porcentaje es de la cuenca):
| Región                                    | Provincia        | Comuna        | Hectáreas   | Porcentaje |
| ----------------------------------------- | ---------------- | ------------- | ----------- | ---------- |
| Aysén del General Carlos Ibáñez del Campo |                  |               | 2.902,117   | 0,311%     |
|                                           | Capitán Prat     |               | 2.902,117   | 0,311%     |
|                                           |                  | O'Higgins     | 2.902,117   | 0,311%     |
| Magallanes y de la Antártica Chilena      |                  |               | 725.141,594 | 77,688%    |
|                                           | Magallanes       |               | 557.228,626 | 59,698%    |
|                                           |                  | Laguna Blanca | 185.762,446 | 19,902%    |
|                                           |                  | San Gregorio  | 348.460,286 | 37,332%    |
|                                           |                  | Río Verde     | 23.005,895  | 2,465%     |
|                                           | Última Esperanza |               | 167.912,968 | 17,989%    |
|                                           |                  | Natales       | 167.912,968 | 17,989%    |

En Chile el mayor poblado es Villa Tehuelches.

## Subdivisiones
La Dirección General de Aguas es el organismo estatal chileno encargado por ley de la administración de los recursos hídricos. La DGA subdivide o reúne las cuencas de Chile acorde a las necesidades de estudio y gestión. Existen dos inventarios que han logrado ser aceptados como principales, el inventario de cuencas del Banco Nacional de Aguas (BNA) de 1978, de mayor uso, y el inventario de cuencas del Departamento de Administración de Recursos Hídricos (DARH) de 2014 de mejor cartografía que ha obligado a redefinir algunos límites, a veces con cambios mayores, pero también por algunas redefiniciones del concepto de subcuenca.
Las partes chilenas de la cuenca del río Gallegos llevan bajo el BNA el código 126 y bajo el DARH es 1210.
La subdivisión del BNA es como sigue:
| Cuenca                      | Subcuenca | Subsubcuenca | Aguas                                                        | Área drenaje km² | Observaciones                                                |
| --------------------------- | --------- | ------------ | ------------------------------------------------------------ | ---------------- | ------------------------------------------------------------ |
| 126 Vertiente del Atlántico |           |              |                                                              |                  |                                                              |
| 126                         | 1260      | 12600        | Río Rubens                                                   | 532              |                                                              |
| 126                         | 1260      |              | Vertiente del Atlántico                                      |                  | Estas pertenecen al sector de campo de hielo patagónico sur. |
| 126                         | 1261      | 12610        | Fronterizas entre Río Rubens y Río Penitente                 | 332              |                                                              |
| 126                         | 1262      | 12620        | Río Penitente en junta con Río del Medio                     | 677              |                                                              |
| 126                         | 1262      | 12621        | Río del Medio                                                | 459              |                                                              |
| 126                         | 1262      | 12622        | Río Penitente entre Río del Medio y frontera                 | 451              |                                                              |
| 126                         | 1263      | 12630        | Fronterizas Entre Río Penitente y Río Gallegos Chico         | 812              |                                                              |
| 126                         | 1264      | 12640        | Río Gallegos Chico                                           | 783              |                                                              |
| 126                         | 1265      | 12650        | Fronterizas entre Río Gallegos Chico y Río Ciaike            | 244              |                                                              |
| 126                         | 1266      | 12660        | Río Ci-aike y Río de Los Pozuelos                            | 1561             |                                                              |
| 126                         | 1267      | 12670        | Cañadón Seco                                                 | 751              |                                                              |
| 126                         | 1268      | 12680        | Costeras Entre Cañadón Seco y Cañadón Grande                 | 231              |                                                              |
| total:                      | 9         | 12           | Región: XII (100%) / Tipo: Exorreica / Desemb.: O. Atlántico |                  |                                                              |

La disposición de cuencas en el inventario DARH es la siguiente:
| Código   | Nombre                                             | Código en mapa                          | Tipología de cuenca                     | Vertiente de cuenca                     | Origen de cuenca                        | Temperatura media anual (C°)            | Temperatura máxima (C°)                 | Temperatura mínima (C°)                 | Precipitación anual (mm)                | Número de estaciones fluviométricas     | Número de estaciones pluviométricas     | Área (km²)                              |
| -------- | -------------------------------------------------- | --------------------------------------- | --------------------------------------- | --------------------------------------- | --------------------------------------- | --------------------------------------- | --------------------------------------- | --------------------------------------- | --------------------------------------- | --------------------------------------- | --------------------------------------- | --------------------------------------- |
| 1210     | Cuencas Fronterizas Vertiente Atlántica            | Cuencas Fronterizas Vertiente Atlántica | Cuencas Fronterizas Vertiente Atlántica | Cuencas Fronterizas Vertiente Atlántica | Cuencas Fronterizas Vertiente Atlántica | Cuencas Fronterizas Vertiente Atlántica | Cuencas Fronterizas Vertiente Atlántica | Cuencas Fronterizas Vertiente Atlántica | Cuencas Fronterizas Vertiente Atlántica | Cuencas Fronterizas Vertiente Atlántica | Cuencas Fronterizas Vertiente Atlántica | Cuencas Fronterizas Vertiente Atlántica |
| 121005   | Costeras entre Cañadón Seco y Cañadón Grande       | 0                                       | Exorreica                               | Atlántico                               | Pluvial                                 | 6.0                                     | 15.6                                    | -2.0                                    | 253.8                                   | 0                                       | 0                                       | 247.5                                   |
| 121006   | Parque Pali Aike                                   | 0                                       | Exorreica                               | Atlántico                               | Pluvial                                 | 6.1                                     | 16.0                                    | -2.2                                    | 243.4                                   | 0                                       | 0                                       | 70.5                                    |
| 121007   | Cañadón Seco                                       | 0                                       | Exorreica                               | Atlántico                               | Pluvial                                 | 5.9                                     | 15.7                                    | -2.0                                    | 243.9                                   | 0                                       | 0                                       | 794.5                                   |
| 121008   | Cerro Donoso                                       | 0                                       | Exorreica                               | Atlántico                               | Pluvial                                 | 6.3                                     | 16.5                                    | -2.1                                    | 219.0                                   | 0                                       | 0                                       | 165.1                                   |
| 121009   | Río Cigike y Río de Los Pozuelos                   | 0                                       | Exorreica                               | Atlántico                               | Pluvial                                 | 5.9                                     | 15.8                                    | -2.1                                    | 229.8                                   | 1                                       | 0                                       | 1603.0                                  |
| 121010   | Fronterizas entre Río Gallegos Chico y Río Cigike  | 0                                       | Exorreica                               | Atlántico                               | Pluvial                                 | 6.0                                     | 16.1                                    | -2.3                                    | 213.7                                   | 0                                       | 0                                       | 380.8                                   |
| 121011   | Río Gallegos Chico                                 | 0                                       | Exorreica                               | Atlántico                               | Pluvial                                 | 5.7                                     | 15.8                                    | -2.5                                    | 233.4                                   | 0                                       | 1                                       | 862.1                                   |
| 121012   | Laguna Potrok Aike                                 | 0                                       | Exorreica                               | Atlántico                               | Pluvial                                 | 0.0                                     | 0.0                                     | 0.0                                     | 219.0                                   | 0                                       | 0                                       | 115.6                                   |
| 121013   | Fronterizas entre R. Penitente y R. Gallegos Chico | 0                                       | Exorreica                               | Atlántico                               | Pluvial                                 | 5.8                                     | 16.0                                    | -2.7                                    | 263.2                                   | 0                                       | 0                                       | 938.8                                   |
| 12101400 | Río Penitente entre Río del Medio y frontera       | 153                                     | Exorreica                               | Atlántico                               | Pluvial                                 | 5.5                                     | 15.7                                    | -3.0                                    | 325.3                                   | 1                                       | 1                                       | 584.4                                   |
| 12101401 | Fronterizas entre Río Rubens y Río Penitente       | 154                                     | Exorreica                               | Atlántico                               | Pluvial                                 | 5.3                                     | 15.6                                    | -3.6                                    | 384.6                                   | 0                                       | 0                                       | 396.4                                   |
| 12101402 | Río Rubens                                         | 155                                     | Exorreica                               | Atlántico                               | Pluvial                                 | 4.7                                     | 14.7                                    | -4.0                                    | 551.0                                   | 1                                       | 2                                       | 549.9                                   |
| 12101403 | Río Penitente en junta con Río del Medio           | 156                                     | Exorreica                               | Atlántico                               | Pluvial                                 | 4.3                                     | 14.3                                    | -4.2                                    | 467.7                                   | 0                                       | 0                                       | 734.4                                   |
| 12101404 | Río del Medio                                      | 157                                     | Exorreica                               | Atlántico                               | Pluvial                                 | 4.3                                     | 14.2                                    | -4.0                                    | 457.2                                   | 0                                       | 0                                       | 431.6                                   |
| 121018   | Cuencas Compartidas                                | 0                                       | Exorreica                               | Atlántico                               | Pluvial                                 | 0.0                                     | 0.0                                     | 0.0                                     | 0.0                                     | 0                                       | 0                                       | 206.9                                   |
| 121019   | Cuencas Compartidas                                | 0                                       | Exorreica                               | Atlántico                               | Pluvial                                 | 0.0                                     | 0.0                                     | 0.0                                     | 0.0                                     | 0                                       | 0                                       | 23.9                                    |
| 121020   | Cuencas Compartidas                                | 0                                       | Exorreica                               | Atlántico                               | Pluvial                                 | 0.0                                     | 0.0                                     | 0.0                                     | 0.0                                     | 0                                       | 0                                       | 98.6                                    |

## Hidrología

### Red hidrográfica
Los cuerpos de agua considerados en esta categoría son:

### Caudales y régimen
El caudal máximo del río Gallegos en la desembocadura (Puente Blanco) es de 60 a 70 m³/s y ocurre en primavera, lo que indica un régimen nival.

### Glaciares
El inventario público de glaciares de Chile 2022 registra solo un glaciar en el ítem 126, con el código CL112600001@, sin nombre propio, del tipo glaciarete y con un área de 0,043 km² (4,3 hectáreas).

### Humedales
Por el lado chileno no existen humedales reconocidos por el Ministerio del Medio Ambiente.

## Clima
El clima dominante es del tipo templado frío con temperaturas medias anuales de 6 °C, aproximadamente, aunque aumenta levemente hacia la región oriental. Las precipitaciones ocurren en forma de nieve o lluvia y oscilan los 300 mm, en las regiones oriental y central, y los 500 mm hacia el poniente. La humedad relativa en el mes de julio es superior al 80% en toda la cuenca, pero en enero, oscila entre 60% y 70% en los extremos oriental y occidental y entre 50% y 60% en la región central. Los vientos predominantes provienen del oeste y del sudoeste. Su fuerza y continuidad influyen sobre la evaporación. Sobre la margen izquierda del río Gallegos, en el curso mesetario, se encuentran numerosos lagos salados.: 1 
|  |  |

Los diagramas Walter Lieth muestran con un área azul los periodos en que las precipitaciones sobrepasan la cantidad de agua que el calor del sol evapora en el mismo lapso de tiempo, (un promedio de 10 °C mensuales evaporan 20 mm de agua caída) dejando un clima húmedo. Por el contrario, las zonas amarillas indican que durante ese tiempo el agua caída puede ser evaporada por el calor del sol. El área gris señala meses muy húmedos.

## Actividades económicas
Entre las actividades económicas que se desarrollan en la parte argentina de la hoya son importantes la ganadería extensiva y las actividades administrativas, comerciales y portuarias en la costa atlántica.: 2 

### Potencial mareomotriz
A mediados de diciembre de 2014, Y-Tec (empresa creada por YPF y el Conicet) anunció que se colocaron dos boyas para medir el potencial energético mareomotriz del Mar Argentino, para generar energía renovable. Una de ellas se colocó en el estuario del río Gallegos, mientras que otra en la boca oriental del estrecho de Magallanes (en aguas argentinas). El 2 de diciembre, el buque Lenga zarpó hacia el interior del estuario del río para colocar la primera boya, de origen canadiense. Las boyas sirven para registrar datos sobre agua de mar, dirección y velocidad del viento y las olas; presión atmosférica y amplitud; humedad y temperatura.

## Contaminación

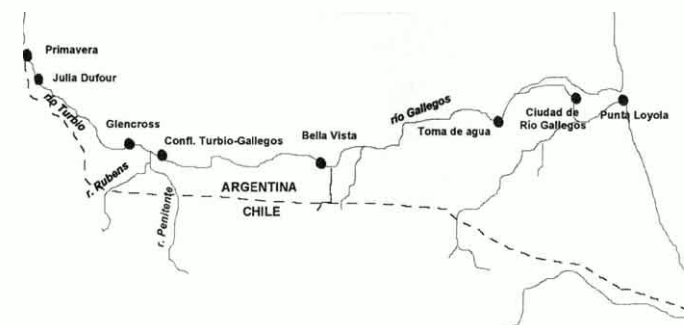
Puntos de muestreo de la investigación citada. Valle Primavera y Julia Duffour son las primeras a lado occidental.

Un informe de la Fundación Patagonia Natural indica que en la zona (fronteriza) Valle Primavera del río Turbio se observan condiciones de un río limpio y no contaminado, pero en el punto de muestreo Julia Duffour se constatan aguas marrones oscuras con muy alto nivel de material en suspensión, las máximas concentraciones de cobre, plomo y cadmio, bajo oxígeno
disuelto, olores desagradables y altas temperaturas.: 7  Dice el informe:"En la localidad de Río Turbio, se procede al proceso de lavado del mineral de carbón, utilizando el agua del río homónimo. El agua, que aparece completamente limpia y no contaminada en el valle Primavera, antes de la ciudad de Río Turbio, se carga con gran cantidad de polvo de carbón; este permanece en suspensión durante muchos kilómetros hasta terminar sedimentado a lo largo de su cauce.": 3 

## Áreas bajo protección oficial y conservación de la biodiversidad
El Ministerio del Medio Ambiente de Chile consigna dos espacios protegidos ubicados parcialmente en las cuencas, el parque nacional Pali Aike y el parque nacional Bernardo O'Higgins. En Argentina se encuentra el monumento natural provincial Bloque Errático.